# TV Rio
TV Rio foi uma emissora de televisão brasileira sediada na cidade do Rio de Janeiro, capital do estado homônimo. Operava no canal 13 VHF, e foi fundada pelo empresário João Batista do Amaral, seu proprietário entre 1955 e 1972. Fez parte das Emissoras Unidas, tendo liderado juntamente com a TV Record de São Paulo a rede homônima entre 1959 e 1967, além de ter sido pioneira no uso massivo do videotape na programação e nas transmissões de longa distância via micro-ondas. Porém, com a consolidação e profissionalização das concorrentes, que apostaram nos projetos de rede nacional de televisão que ficaram pra trás na TV Rio, a emissora passou a sofrer problemas financeiros. A emissora passou por várias mudanças em seu controle, sendo fechada definitivamente em 1977.

## História
Esteve no ar entre 1955 e 1977. Foi transmitida pelo canal 13 VHF. Na primeira fase, a TV Rio tinha uma programação própria, mas trocava produções com a TV Record de São Paulo, da família Machado de Carvalho (João Batista "Pipa" do Amaral, fundador da TV Rio, era cunhado de Paulo Machado de Carvalho).

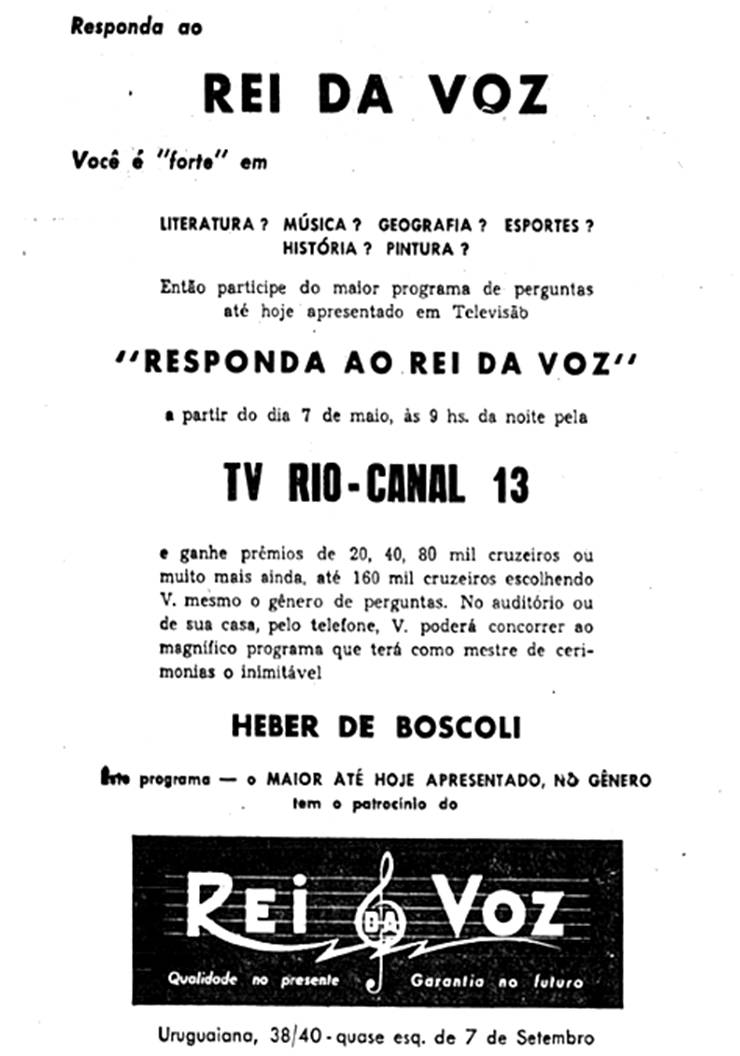
Anúncio do programa Responda ao Rei da Voz, da TV Rio, apresentado por Heber de Bôscoli

Essa associação era chamada de Emissoras Unidas. Em 1967, passou a se chamar REI (Rede de Emissoras Independentes). Algum tempo mais tarde, em 1972, a TV Rio deixa a REI e associa-se à TV Difusora (Porto Alegre), canal 10. A parceria rendeu, na época, a primeira transmissão a cores da TV no Brasil, com a cobertura, em março de 1972, da Festa da Uva, direto de Caxias do Sul (RS).
Fizeram parte do elenco de artistas da emissora, nomes hoje consagrados, como Chacrinha, Norma Benguell, Moacyr Franco, Dercy Gonçalves, Consuelo Leandro, Ronald Golias, Flávio Cavalcanti e Chico Anysio. A TV Rio foi destaque naqueles tempos com seus programas de humor.
A TV Rio produziu programas, que ainda hoje estão na memória de muitos telespectadores. Na década de 50, antes do surgimento da tecnologia do vídeo-tape, Família Boaventura e Histórias do Dom Gatão, séries exibidas ao vivo, tiveram boa repercussão. Os programas eram realizados em auditório, com a presença de plateia. Nos anos 60, os programas humorísticos fizeram sucesso: O Riso é o Limite, Teatro Psicodélico e Chico Anysio Show.
A emissora carioca colocou no ar também, programas na linha de variedades, como Noite de Gala, Espetáculos Tonelux, Show 713, Rio, cinco pras cinco, Pergunte ao João, Show Sem Limites, Rio é Pra Valer e O Domingo é Nosso. Trouxe do teatro de revista, famosas vedetes, como Carmem Verônica, Dorinha Duval e Virgínia Lane, que atuaram nos programas Show Praça Onze e Noites Cariocas, musicados por João Roberto Kelly.
Em 1956, ano seguinte à sua inauguração, a TV Rio pôs em sua programação o TV Rio Ring, com lutas de boxe que levaram a emissora ao primeiro lugar na audiência aos domingos. A equipe da atração tinha como narrador o jornalista Luiz Mendes, Léo Batista como apresentador de ringue e Téti Alfonso como comentarista. A atração era patrocinada pelas lojas Cássio Muniz e posteriormente pela cerveja Brahma. O sucesso do programa levou a emissora concorrente, a TV Excelsior, a lançar o programa "Dois no Ring", aos sábados, com narração de Oduvaldo Cozzi, comentários de Otávio Name e apresentação de Manuel Espezim Bermuda Neto.
Foi também a primeira emissora de televisão do Brasil a dar atenção aos noticiosos, exibindo telejornais de sucesso, como Correspondente Vemag e Telejornal Pirelli, ambos dirigidos por Walter Clark e apresentados por Léo Batista e Heron Domingues, com comentários de e comentários de Cláudio Melo e Souza (um dos jornalistas mais conhecidos do país na época).
A TV Rio tinha também uma equipe esportiva de qualidade, liderada por Armando Nogueira.
A TV Rio também exibia programas dirigidos ao público jovem, tais como Hoje é Dia de Rock, Brotos no Treze e Rio Jovem Guarda, apresentados, entre outros, por Jair de Taumaturgo e Carlos Imperial. A TV Rio recebeu cantores internacionais famosos na época, que se apresentaram em programas especiais. Entre eles, Rita Pavone, Trini Lopez, Connie Francis, Gigliola Cinquetti, Sergio Endrigo, Brenda Lee, The Platters, Chris Montez, Tom Jones, entre outros.
O canal 13 exibia ainda programas infantis. Muitos deles ficaram famosos, como Clube do Tio Hélio, Clube do Capitão Aventura, A Turma do Zorro, Comandante Meteoro e Programa Pullman Junior. Foi a TV Rio, também, a responsável pela primeira exibição no Brasil, em 1964, da série japonesa National Kid, considerada o maior sucesso infantil da década de 60 na televisão. Estrearam na tela da TV Rio outras séries de destaque, como Os Intocáveis, Bat Masterson, Família Adams, Aventuras Submarinas, Joias da Tela, James West e Além da Imaginação.
A TV Rio produziu também algumas telenovelas, a maioria escrita por Nelson Rodrigues, que usava o pseudônimo Verônica Blake. Se destacaram A Morta Sem Espelho, Pouco amor não é amor, Sonho de amor, Acorrentados, Comédia Carioca, A Herança do Ódio, O Porto dos Sete Destinos e O Desconhecido.
Em 1963, alcançava boa repercussão o programa Grande Teatro Murray, dirigido por Sérgio Britto, onde eram representados textos de renomados autores da literatura universal 
No final de 1964, a TV Rio comprou os direitos de exibição no Rio de Janeiro da telenovela O Direito de Nascer, produzida pela TV Tupi de São Paulo, que acabou sendo um dos maiores sucessos em audiência da televisão brasileira até hoje, pois atingiu, na época, no último capítulo, o índice de 99,75% dos televisores ligados. Devido a grande audiência, a emissora promoveu a festa de encerramento da novela, em agosto de 1965, no Maracanãzinho, que teve transmissão direta para São Paulo. Na oportunidade, se apresentaram César de Alencar e Adalgisa Colombo, além da participação do elenco da novela. Tal fato resultou na demissão da direção da TV Tupi do Rio de Janeiro, que rejeitara a telenovela por achar que a mesma não teria audiência, visto já ter sido apresentada pelo rádio, alguns anos antes.
Outros programas da TV Rio também conseguiram audiência recorde, como Buzina do Chacrinha, em 1962, que alcançou 99,6% dos televisores ligados; o humorístico Noites Cariocas, em 1961, que obteve 99%; as séries Os Intocáveis e Bat Masterson, em 1962, que chegaram a 96%; e Riso é o Limite, em 1961, que atingiu 98% de audiência. Esse desempenho fez com que a TV Rio assumisse o slogan "Líder absoluta de audiência".
A TV Rio tinha como mascote o "malandrinho carioca", personagem com olhos sobressaltados e um pandeiro na mão. Era uma contrapartida aos mascotes das concorrentes TV Tupi (o indiozinho), da TV Excelsior (duas crianças) e, mais tarde, a TV Rio usaria um gato.
A TV Rio foi a primeira emissora de televisão do Brasil a realizar transmissões a longa distância, via UHF. Em 1957, exibiu, no dia 12 de outubro, uma missa direto da Basílica de Nossa Senhora Aparecida, mantendo uma sub-estação em Guaratinguetá, o canal 12, que retransmitia a programação direto da TV Rio. Outras sub-estações foram criadas, como o canal 12 em Belo Horizonte (TV Belo Horizonte), o canal 5 em Juiz de Fora, canal 6 em Conselheiro Lafayete, o canal 2 em Vitória, canal 5 em Cachoeiro de Itapemirim, o canal 3 em Nova Friburgo, canal 8 de Barra Mansa, canal 8 de Brasília (TV Alvorada) e o canal 8 em Campos dos Goytacazes.
Em 1971, teve 50% das ações vendidas para o Gerdau, mas a transação logo foi desfeita. Posteriormente, as ações foram adquiridas pelos proprietários da TV Difusora de Porto Alegre, ligada à Ordem dos Frades Capuchinhos. Na época, fazia parte da Rede de Emissoras Independentes, tendo feito parte, inclusive, da primeira transmissão a cores do Brasil.
O controle da TV Rio voltou a mudar em 1974, desfazendo a REI. Dessa vez, João Gualberto Matos de Sá (conhecido como Alberto Matos), adquiriu as partes de Paulo Machado de Carvalho, Walmor Bergesch e dos frades de Porto Alegre e Sallimen Jr. A partir de então, a TV Rio anunciou a criação do Sistema Brasileiro de Comunicação. Na época, a emissora tinha os direitos de transmissão das lutas do boxeador Cassius Clay, tendo transmitido a histórica luta contra George Foreman em Kinshasa, no Zaire. O nome REI ainda apareceu em um anúncio da luta entre Cassius Clay e Joe Frazier, em 1975.
A marca Sistema Brasileiro de Comunicação (SBC) foi usada ao longo de 1975, tendo um acordo operacional com a Record e com as emissoras que integravam a REI. Entre as estações estavam também a TV Vila Rica e a TV Rio Brasília. Uma das atrações era o programa Buzina do Chacrinha. A TV Rio ainda transmitiu para as emissoras do SBC o Troféu Internacional de Fórmula 1, diretamente de Silverstone, na Inglaterra, antecedendo a temporada europeia da categoria. Contudo, a transmissão da Fórmula 1 voltou para a Globo a partir do Grande Prêmio da Espanha, este que valia para o campeonato mundial.
A emissora ainda teve como acionistas Jorge Feijó e Joaquim Pires Ferreira, do grupo Vitória-Minas. Ainda em 1975, o governo brasileiro exigiu que o grupo da TV Difusora reassumisse a TV Rio. Isso porque todas as transações envolvendo a TV Rio eram feitas sem qualquer autorização do governo, o que fez com que o Sindicato dos Trabalhadores de Radiodifusão pedisse providências através do Ministério das Comunicações. Além disso, o grupo Vitória-Minas acabou sendo cassado pelo governo após irregularidades em seus negócios imobiliários e cadernetas de poupança.
O grupo que controlava a TV Difusora pôs Ramon van Buggenhout na superintendência-geral da TV Rio, mas o objetivo era fazer a venda da estação. Entretanto, era uma tarefa difícil, pois as dívidas da TV Rio ultrapassavam os Cr$ 75 milhões. Quando um anúncio ia ao ar, funcionários e fornecedores iam até a agência para vincular a conta para o pagamento de dívidas, o que desencorajava novos anunciantes. Um jornalista contou que o grupo imobiliário Letra queria comprar a estação, o que formou uma fila de oficiais de justiça para cobrar dívidas — o negócio acabou desfeito antes de começar.
Para não permitir o fechamento da emissora, os funcionários da TV Rio passaram a vender espaços na programação para interessados em fazer programas. Grande parte da programação era ao vivo, e os filmes que ainda estavam na grade eram em preto e branco. Além disso, a RCA levou a única câmera colorida e chegou a deixar a emissora por uma semana fora do ar por causa de dívidas.
No seu último período em atividade, a TV Rio ficou 45 dias fora do ar — o máximo que poderia ficar era 30 dias, mas um apelo ao Dentel fez ampliar o prazo. Para retornar ao ar, um grupo de apresentadores e produtores autointitulados de "comissão financeira" tirou dinheiro do próprio bolso para solucionar parte dos problemas da emissora.
Em 5 de abril de 1977, a emissora teve sua concessão cassada pelo presidente Ernesto Geisel. Sua última transmissão aconteceu no dia 11 de abril de 1977, saindo do ar às 22 horas durante o Programa Henrique Lauffer.

### Posteriormente
A concessão do canal 13 VHF foi novamente outorgada em 1983 para o pastor da Primeira Igreja Batista de Niterói, Nilson Fanini, que tentou recriar a TV Rio a partir de 1.º de junho de 1988. A nova TV Rio apostou em uma programação inteiramente local, com produções inovadoras como a grade de radiais desenvolvida por Walter Clark, além de programas ecumênicos voltados para o público evangélico, produzidos pela Fundação Ebénezer. Os índices de audiência não decolaram, e em 1992, a emissora foi vendida para a Record, tornando-se a atual Record Rio.

## Slogans
- 1955 - Agora você já pode assistir televisão
- 1957 - Objetividade, o 13 voltou a dar
- 1960 - Ligue na Rio e esqueça, está dando o 13 na cabeça